# 恒温動物
恒温動物（こうおんどうぶつ、英: homeotherm, homoiotherm、仏: animal homéotherme、独: Homoiotherme, homöothermes Tier）とは、気温や水温など周囲の温度に左右されることなく、自らの体温を一定（homeostatic）に保つことができる動物。かつては、定温動物、温血動物とも言われた。対義語は変温動物。しかしその後、動物の体温制御が種によって多様であることが発見されたため、恒温動物と変温動物の２つに分けられるという誤った考えを招くこれらの語は学術的には使われなくなってきている。現在では、それぞれEctotherm、Endothermと呼ばれている。

## 概説
生物における恒温性とは体温の自律的な恒常性のことを指す。哺乳類・鳥類においては、かつては固有かつ普遍の特殊形質であると思われていたこともあるほど一般的に認められる生理的性質である。このため、「恒温動物」という用語は（深い検討を欠いたまま）哺乳類と鳥類のこととほぼ同義的に用いられていた。しかし、生物の体温に関する様々な事実の発見が積み重なるにつれて、それは事実誤認であることがわかってきた。そのため、近年用法が変化してきたり使用頻度が減ってきている用語である。
関連した生物学用語として、「内温性」「外温性」「異温性」がある。
内温性（endothermy）とは体温が主に代謝熱で維持されている状態。外温性（ectothermy）とは体温が主に外部環境によっている状態。つまり恒温動物とは内温動物のうち、自律的に体温を制御している動物である。
異温性（heterothermy）とは、恒温動物において部位、もしくは生理状態の違いにより体温が大幅に異なることをいう。

## 恒温と変温
温血動物（warm blooded animals）という言葉が暗に示すように、恒温性はかつては哺乳類・鳥類に固有かつ普遍の特殊形質であると思われていた。しかし、哺乳類・鳥類以外にも様々な生物で様々なレベルの体熱産生を伴う能動的な体温調節の例が発見され、哺乳類・鳥類においても、ナマケモノやカッコウのように変温動物といっていい体温調節を行うものがあることが知られるようになった。「哺乳類は恒温動物」・「魚類は変温動物」のように単純に2分類することや、ある生物をさして厳密な定義なしに恒温生物か変温生物かを議論することは少なくとも科学的とは言えないものである。
ある生物の体温調節能力や機構を調査することはともかくとして、生物の体温調節能力を恒温と変温に分類することは特に意味があるわけではないので、学問的に厳密な定義を提唱することは近年行われていない。つまり、変温〜内温〜恒温は連続的であり、明瞭に線引きできるものではないし、されていない。
このような煩わしい議論や定義付けを避けるため、近年は“体温が主に代謝熱で維持されている”という意味での「内温性」「内温性動物」や、「高度な体温調節能力がある」といったような表記で留める例が増えている。哺乳類・鳥類以外の生物を記述するときに、あえて「恒温性」と表現し、高度な体温調節機能があることを強調することもある。

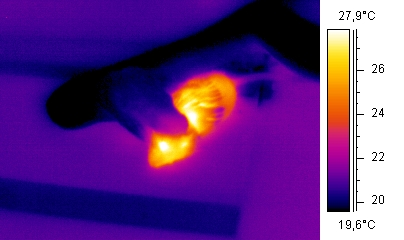
サーモグラフィー画像: ヘビがネズミを捕食

恒温が「恒に体温を一定に保つ」ことと考えるなら、そのような動物は発見されていない。「積極的な体熱産生と放散を伴って能動的にある範囲に体温を保つ」こととするならば、動物では様々な分類群に分布する（珍しくもない）生理特性である。date=2021年11月|例えばウミガメ、ネズミザメ類やマグロ類、昆虫類にはほぼ一定の体温を保ち、0℃の気温や、10℃の冷水の中でも活発に活動するものがある。この時の体温はヒトやセイヨウオオマルハナバチでは40℃付近であるが、アカウミガメで23℃付近、ホホジロザメで26℃付近と比較的低い。つまり、アカウミガメやホホジロザメは“冷血”の“恒温動物”である。また、カツオやアキアカネ、カモノハシ、カッコウ等の活動時体温は外水（気）温よりも5〜10℃以上高く、40℃に達することもあるが、外温や運動の有無で体温が浮動し安定しない。つまり“温血”の“変温動物”である。このことからもわかるように、よく見る右図のような温度分布図は、その時の体温の高低を示しているに過ぎず、恒温動物と変温動物との差を象徴的に表すものではない。温血動物という言葉が用語として不適切なゆえんでもある。
植物においてもザゼンソウ、ヒトデカズラ(Philodendron selloum)、ハスなど、花器を開花期間中一定の温度に保つものが存在する。例えばザゼンソウでは4℃から15℃の外気温中で、肉穂花序の温度を24℃±1℃以内に保つが、これは多くの哺乳類や鳥類の体温日周変動幅より小さい。ただし、植物や昆虫における体温維持は花器や胸部など必要な部分および期間のみであることが多い。なお、鳥類や哺乳類も厳密な意味では全身の体温を保っているわけではない。耳介や足先などは大きく体温が変動する。ただし、日周変動の幅が1℃以内の体温（ヒト程度）を生涯保つような種の多くは、哺乳類か鳥類である。
ウミガメやマグロでは若齢個体は典型的な変温動物であり、成長するに従って体温調節能力が上がる。哺乳類や鳥類でも小型の若齢個体の体温調節機能は不完全で体温変動幅が大きいことが多く、親の庇護や温暖な環境で成長する。成体の体温も一定ではなく、休息時、活動時、生殖時、疾病時、部位などで体温が異なるのは一般的であり、場合によっては大きく異なる（異温性）。
例えばカモやツルなどの低温地域に住む鳥類では足の体温が外気温程度まで低下することは珍しくなく、冬眠時のヤマネや小型コウモリ等の体温は全身において外気温に近いところまで低下する。ハチドリや小型コウモリでは活動時の体温は40℃程度だが睡眠時は外気温程度まで低下するものがある。
この程度の体温制御を行う昆虫はヤンマやスズメガをはじめとして数多く存在する。すなわち、ハチドリやコウモリが異温性の恒温動物であるとするならば、ヤンマやスズメガも恒温動物といえる。ナマケモノやカッコウに至っては外気温や運動の有無により活動時の体温すら大きく変動する。ここまでくると恒温動物とは言えないであろう。ミツバチは産卵から死亡時まで体温を30℃以上に保つ。しかも、10℃以下では動けなくなり、それが一定期間以上続くと死亡する。セイヨウミツバチは1種で熱帯から極地まで分布し、アイスランドの厳冬下でも巣外活動こそ行わないが冬眠することはない。蓄えた食料で産卵・育児さえも行う。つまり、多くの哺乳類や鳥類よりも恒温動物的に活動するのである。しかし、ミツバチは巣内活動時では体温を主に体外の気温（＝巣内温）によっているため、恒温動物どころか内温動物にも入れないことが多い。

## 恒温性の意義

### 利点
内温性の利点とは外温から体温をよりその生物の最適温に近づけられることである。このため、動物では気候帯を越えるような広域分布種の多くは恒温もしくは内温性である。恒温性生物とは、内温性生物のなかでもある程度広い温度域の中で最適温度近辺の体温を保てるほど高度な体温制御機構を発達させた生物である。
恒温性、内温性の意義について、よくある誤解として「温度が高いほど化学反応が速く進むために体温を高く保つ」というものがある。これならば最低体温は(最低限の活動性を保証するために)安定するが、最高体温はある程度変動するはずである。また、高い温度により化学反応が速ければ速いほど有利なのであれば人間の発汗のような冷却機能は不要なはずである。事実は逆で、内温性生物でまず安定するのは最高体温であり、典型的な変温性とされる生物でも冷却機能は備えていることが多い（例：陸上維管束植物の気孔開閉や葉の定位運動）。生物体内の酵素は温度により活性が変化するために単純に高温で反応が早くなるわけではなく、酵素反応の最適温はその生物にとっての最適温でもない。例えば多くのアミラーゼ（デンプン分解酵素）は60℃近辺に反応最適温を持つが、それを産生する多くの生物（ヒトや麹菌など）は60℃では死亡してしまう。生物には活動最適温があり、必要以上の体温上昇は危険である（熱中症）。
また、より非活動的な生物、例えば植物ではごく少数例しか発見されていない。恒温性とされるのは2007年現在世界で上記のハス・ザゼンソウ・ヒトデカズラの3種でしかも恒温部分は開花中の花器ないし花序のみである。内温性はより広くの種や部位で認められ、例えば多くの大型樹木は早春の萌芽期初期には周囲の雪が融解するほど体温を上昇させ、幹で数度の温度を保つ。このことにより、零度以下の気温の中で糖類の転流を促進する。これも恒温性とは見なせないが、広くとらえれば内温性とは見なせる。

### 欠点
恒温といえるほどに体温を安定させるためには産熱と冷却を行わねばならない。後述するように体温を上昇させることは産熱を盛んにし体表面の断熱性を向上させればよいので比較的容易である。しかし、外気温以上に冷却することは困難である。そのためか、多くの恒温動物、特に放熱に不利な陸上生物では住環境温度よりもかなり高い体温(30-44℃)を持つのが普通である。多くの鳥類や哺乳類、ミツバチなど高度の体温恒常性を持つ生物では、低気温時のみならず休息や睡眠時にもさほど体温を下げられない（下げると死亡する。＝低体温症を参照）。この体表から逃げる熱を補うための熱を体内で作り続ける＝餌が大量に必要であり、食糧確保の面で変温動物よりもリスクが大きい。おおざっぱに言って、同程度の体重の変温動物の数十倍程度（双方最適体温の時。同体温で比べれば数倍程度）の代謝率（≒必要食料量および産熱量）であるとされている。例えば、コアラとナマケモノは樹上で木の葉を摂食し、ほとんどを眠って過ごすというよく似た生態と同程度の体重を持つ哺乳類であるが、典型的な恒温動物とされるコアラの日当たり摂食量は500g以上に達するのに対し、典型的な変温動物とされるナマケモノは10g程度である。
このため、体温の維持が難しい寒冷地に生息する小型種を中心に休息時や冬眠・睡眠時、低気温時などでは維持設定体温を下げる、もしくは体温を維持しないという適応するものが存在する。
ただし、一般論として、変温動物も恒温動物も体重が大きくなればなるほど体重あたり代謝率は下がる（Kleibarの法則；全代謝量は体重の3/4 乗に比例）ことに留意する必要がある。例えば体重5g程度の典型的な変温動物であるニホンカナヘビ(@20℃)の代謝率は体重が100万倍、5t程度の典型的な恒温動物のアフリカゾウの代謝率と同程度であり、シロナガスクジラ(100〜200t)よりは大幅に高い。つまり、他の要因も関係するが、変温動物の方が体重あたり要求餌量が少なくてすむとか絶食耐性があるということは一概には言えない（例えばマッコウクジラの回遊時の推定絶食期間は数か月にもおよび、ほとんどの変温動物よりも絶食耐性が高い）。

## 体温維持と体格および外部形状

### ベルクマンの法則と体格
同じ体型であれば、体表面積は体長の2乗に体重は体長の3乗に比例し、体が大きいほど体重あたりの体表面積は小さくなる。つまり体格が大きい方が冷却には不利、保温には有利となる。このため、恒温動物では近縁あるいは同種の間では寒い地域では体が大きく、暑い地域では体が小さくなる傾向がある。これがベルクマンの法則である。
例えばトラではシベリアの亜種(アムールトラ)が最も体格が大きく、ジャワ島の亜種(ジャワトラ)で最も小さい。イエスズメでは、北米にヨーロッパから移入されてから150年程度でフロリダの集団とカナダの集団では亜種レベルの体格差が生じたことが知られている。同一個体中でも、ウミガメやマグロ類では熱帯や亜熱帯の浅海域で成長し、大型になるに従って高緯度地域や深海域に活動範囲を広げる。例えばオサガメの成体は亜寒帯域まで生息するが、産卵は主に熱帯域、幼体は亜熱帯域までしか認められていない。クジラ類では食料が少ないにもかかわらず温帯域や亜熱帯域まで移動して産仔を行う種が多い。亜寒帯以北で生活環を完了するネズミザメでは一腹産子数は4匹以下と少なく、体長80cm程度以上の大きな子供を産む。一方、比熱・熱伝導率が大きく放熱に有利な水中環境では大型化できる。クジラ類は海水に熱を逃がすことができるため例外的に巨大化しているが海水に浸かっていないと体温が上がりすぎて死に至るといわれる。また、大型のマグロ類を釣り上げたときは速やかに冷却しないと急速に体温が上昇するため肉が傷み（ヤケ）商品とならないことが知られている。
最小級の哺乳類と鳥類であるチビトガリネズミ、キティブタバナコウモリやマメハチドリ、前述のスズメガやヤンマ類の体重も1.5g程度以上であり、1個体のみで体温を安定的に維持するのはこの辺が限界であろうとされている。彼らは大量の餌を採るが、その多くは体温維持にのみ使われているわけである。ハチドリやコウモリはあまりの小型化したため恒常的な体温維持が難しくなったため、前記のような変温的な体温制御をおそらく再獲得したのであろう。だが、その制御は不完全なためか、よく似たニッチ（生態的地位）を占めるスズメガやヤンマに比べ分布域、種数ともに大幅に少ない。トガリネズミは相当するニッチを占める動物がいないためか全世界的に分布する。しかし、地上徘徊性食虫動物としては、同程度の大きさのオサムシやムカデ、カエルやトカゲより繁栄しているとは言い難い。このように小型動物のニッチの多くは変温的体温調節のできる昆虫を始めとした節足動物、爬虫類、両生類、魚類などで占められている。

### 慣性恒温性と運動による恒温性
大型の魚類や爬虫類で体温変動が少ない物を「慣性恒温性」として区別することが多い。しかし、鳥類や哺乳類でも大型の物の方が体温が安定しているのが普通である。慣性恒温性（Gigantothermy）とは体温調節能力がなくても（変温動物であっても）体格が大きければ、比較的安定した高い体温を保てる、という意味であり、巨大な体温が安定した生物は慣性恒温性動物（Gigantotherm）であるという意味ではない。
また、当初は単なるGigantothermであるとされたウミガメ類もそこから類推されるよりも体温が安定しており、低温の餌を食べても深海の低温部に潜っても体中心部の温度はほとんど変動しない。このことから、現在ではウミガメ類に体温調節能力がないとは考えられておらず、オサガメではその体温調節機構もかなり詳しく調査されている。ウミガメやネズミザメを慣性恒温性動物として区別するのならば、その10〜100倍以上の体重を持つゾウやクジラは慣性恒温性動物として区別されねばならない。また、ゾウガメ（大抵のウミガメより重い）、イリエワニ（大抵のマグロやネズミザメよりも重い）のように大型でも体温が安定しないものもある。大型サボテン類は100kg以上の生きた部分を持つものも多いが体温は安定しない。産熱部分である体格が大きいことは相対的な低温下で体温を保つ上で有利ではあるが、それだけで体温を保てるものではない（数百リットルあっても風呂の湯はすぐ冷めることを思い出して欲しい）。むしろ、体温維持能力を持たないのに大きな体格を持った場合、寒冷な季節にいったん体温が下がると回復がかえって困難である（熱容量が大きく日光浴程度では体温が上がらない→体産熱も増えない→活動を開始できない）。逆に温暖な季節ではそのような巨大な体格では放熱がうまくいかず熱死してしまう。
つまり、温度が比較的一定した条件、もしくは寒暖が短期間で交代し熱慣性が大きければ許容体温の範囲内で収まる条件でないと熱慣性に頼った恒温性は機能しない。現実にも、変温動物では北方ほど小型化することが多く（逆ベルクマンの法則）、ニシキヘビやワニのような活動的な大型の変温動物は熱帯や亜熱帯に分布しており、寒冷な地域には分布していない。つまり恒温性大型動物を慣性恒温性動物として区別する意義はほとんどないであろう。
現生動物で慣性恒温性を積極的に利用しているとされるものには、皮肉なことに哺乳類のラクダがある。ラクダでは飲食物が欠乏する場合、昼夜温の差が激しい砂漠において、夜は低体温を許容し、昼は高体温を許容する。このことにより、その大きな体格による熱慣性を利用して、比較的低コストで一日を通しての体温変動を少なくしているとされている（アフリカゾウも同様のことをしている可能性が指摘されている。もしそうであれば、ゾウはGigantothermと本当にいっていいかもしれない）。慣性恒温性とはいえないが積極的に大きな体格による熱慣性を利用している他の例としては、ガラパゴスのウミイグアナがある。ウミイグアナは日光浴をして体温を上げた後に冷たい海中で海藻を摂食する。ウミイグアナが同所的に生息するリクイグアナよりも体格が大きいのはこの時に熱慣性が大きいことが有利であるからであるとの説がある。
静止時、つまり運動による産熱がない状態で、体温を保てるかどうかで恒温性かどうか区別することもある。マグロ類やネズミザメは生きている限り運動を続けるので、わざわざ別途の産熱機能を持つ必要がない。そして10℃水中で長時間体温（そして生命も）を保てる哺乳類や鳥類は少数派であるが、ネズミザメやマグロは保てる。つまりこれも、深層意識として「鳥類や哺乳類は特別優秀」という意識が働いているためにする区別であろう。

### アレンの法則と表面形状
体積に対する表面積の割合が大きくなる＝外気温の影響を受けやすい、という観点から突出部である尾、耳、羽などが寒い地域では小さく暑い地域では大きくなる傾向も認められる。こちらはアレンの法則と呼ばれる。アレンの法則でもわかるように、体積に対する表面積の割合を小さくする必要性から、外部形状の自由度が低くなることも指摘されている。このため、恒温動物はニッチの近い近縁の変温動物と比較して丸い印象を与える体型、すなわち、より球に近い体型をしている。
例えば、土中や狭いところを主な活動場所にする場合、ヘビ、トカゲやミミズのように細長い体型やゴキブリのように平面的な体型が有利なことが多い。しかしモグラやネズミなどの恒温動物ではこのような体型をしている種は認められていない。ハナカマキリやナナフシ、カレイのような極端な隠蔽形状を持つ種も認められていない。通常は体温を積極的に維持しないニシキヘビ類において抱卵時は安定した高体温を保つものがあるが（アミメニシキヘビでは100日程度の抱卵時は華氏88〜91度≒29〜33℃を保つ。他のニシキヘビも同程度）、このときは筋肉を震わせて産熱量を上げると共に、卵を中心としてトグロを巻くことにより露出表面積を下げる。
同じ程度の大きさのハチであっても、ハナバチ類（ミツバチ、クマバチ、マルハナバチなど）は内温動物的、カリバチ類（ジガバチ、アシナガバチ、スズメバチなど）は、ほぼ完全な変温動物であることが多い。カリバチ類は光沢がありスマートな形状をし、比較的羽も長いのに対し、ハナバチ類は丸く毛が生え羽も短く、もこもこした印象を与える。狩りバチ類が恒温性を持たないのは、おそらく他の動物を狩る必要があり、ハナバチ類のような形状では運動性が落ちてしまうからではないかと思われる。内温による活動時間の延長や安定した運動性能によるメリットよりも、毛が生えることによる空気抵抗の増加や、丸い体型による運動性の低下によるデメリットの方が大きいのであろう。

## 体温調節の方法
ミツバチ（セイヨウミツバチの働き蜂の体重：0.08〜0.15g、ニホンミツバチはやや小さい）も体格が小さく、しかも体温を下げると死につながる。しかし、断熱性に優れた閉鎖空間である巣内にて集団で休息することで温度が逃げないようにしている。このことで小型動物における恒温性によるエネルギーの浪費を上手く回避している。活動時、特に飛行時はエネルギー消費＝体熱産生が大きいため、ミツバチのような小型動物でも体温が保てる。
このような適応はもちろんミツバチだけではなく、小型の恒温動物は閉鎖空間で丸まったり集団で休息するのが普通である。ミツバチは暖かい巣内（正確には蜂集団内）で休息し「エンジンを掛けてから」飛び立てるため、早春から晩秋（外気温10℃以上）まで広範囲の気温下で活動できる。また、死につながるため、高温期以外は巣外（正確には蜂集団外）では休息しない。このようにして巣外活動時を含めニホンミツバチでは40〜41℃、セイヨウミツバチでは30〜36℃の体温（正確には胸部温）を維持している。巣温が下がりすぎたときは胸をふるわせると共に蜂集団の個体密度を上げ、冬期でも、蜂集団内温度をほぼ一定温度（ニホンミツバチは33〜36℃。セイヨウミツバチは冬季かつ非育児期は20〜22℃、それ以外は30〜35℃）に保つ。上がりすぎたときは水を撒いて旋風行動を取ることで冷却する。
より積極的に巣構造を用いて体温を保つ例としては、オオキノコシロアリ類があげられる。ミツバチとは異なり彼らの体そのものにはほとんど体温維持機能はないと思われるが、巣の構造と栽培菌類および自身の呼吸熱そして地下からくみあげた水の気化熱により巣内温度を高度に安定させる。homeotherm（自律的体温恒常性を持つ生物）という言葉には“巣を用いてはいけない”という規定はないため、字義通りに解釈すればオオキノコシロアリは恒温動物である。
大型の不均翅亜目、例えばオニヤンマでは40℃程度、ヤンマ類ではそれより数度高い程度に飛翔中の体温（正確には胸部温）を保っている。高気温下では飛翔速度を下げ、低気温下では飛翔速度を上げる（熱産生を大きくする）こと、低気温時の飛翔前には羽を震わせるウォームアップと呼ばれる行動で体温を上昇させること、過熱時には腹部を持ち上げたオベリスクと呼ばれる姿勢をとって太陽光を受ける面積をできるだけ少なくすることなどによってこの体温を維持していることが知られている。低体温時の飛行前ウォームアップは内温性昆虫では一般的で、種によっては数℃の体温・気温時に30℃以上まで胸部温を上昇させることができる。なお、不均翅亜目いわゆるトンボ類や完全変態昆虫には恒温、とはいえないまでも外気温よりも10℃以上高い体温を保つことができる内温動物が多種類存在する。
マグロやネズミザメでは生涯泳ぎ続けることにより熱産生を行う。それと共に、体表面と体内部との間に奇網とよばれる、血管が絡み合った対流式熱交換器がある。これによって体中央部からの血液が暖かいまま冷たい体周辺部へ直接流れないように、また体周辺部からの血液が冷たいまま暖かい体中央部へ流れ込まないようになっている。アカマンボウでは、心臓とえらの間にも奇網があり、より体温の維持能力が高く深海でも活発な活動が可能とされる。
カモ類など寒冷地の水鳥でも足と胴体の間にこの奇網がある。また、マルハナバチやミツバチも発熱部である胸部と放熱部である腹部の間に対流式熱交換器を備え、そこの血流量を調節することで放熱量を制御すると共に胸部温を保つ。
発汗による体温低下はヒトで行われるため一般的であるように感じるが、水や塩分の浪費につながるため、哺乳類のうちでもヒトやウマなどごく一部の種しか行わない。逆に言えば、人間や馬は発汗による効果的な放熱により高温下でも激しい運動ができる。
このように体温維持の機構は様々である。

## 恒温性と成長速度
現生動物において比較するかぎり、体温の恒常性の有無と成長速度、あるいは急速な成長期の有無には関連性は特に認められない。例えば、典型的な恒温動物であるヒトは誕生してから15年で体長で4倍・体重で20倍程度に成長するに過ぎないが、典型的な変温動物であるカイコは30日で体長で30倍・体重で5000倍にも成長する。同じく変温動物であるニホンカナヘビでは1年で体重で20倍程度、人間と同程度の成体体重の陸上脊椎動物であるアミメニシキヘビ（15歳程度）の誕生時体重は100g程度（つまり5〜600倍）であり、ワニの成長速度はこれよりも速い。
また、完全変態昆虫の多くは幼虫期は非常に急速に成長し、成虫はほとんど成長しない。つまり成長期が存在する。しかも、スズメガを見ればわかるようにほとんど成長しない成虫は恒温性であっても急速な成長をする幼虫期は通常典型的な変温動物である。四肢動物でも同様で、典型的な変温動物であるアマガエルやアベコベガエルは幼体であるオタマジャクシは急速に成長するが、上陸後のカエルの体重増加は非常に緩やかである。ニホンカナヘビでも最初の一年は体重が急速に増加するがその後（5〜6年の寿命がある）の体重増加は緩やかである。
これらは決して特殊な例外ではない。逆の例（恒温・内温動物の方が成長が早い・成長期がある）を例示することも極めて容易である（上の例を、ヒト→ゾウガメ、カイコ→カンガルーやミツバチ、ニホンカナヘビ→ウサギ、アミメニシキヘビ→ウシ、ワニ→ライオンなどとし、倍率なども適宜動かせばよい）。つまり、化石生物などで個体の成長速度が速いことや、急速な成長期があることが類推できる形質が認められても、恒温動物であろう、もしくは逆に変温動物であろうという推定は成立しない。むしろ、恒温変温にかかわらずr戦略傾向を強く持つ種では成長速度が速く（ハツカネズミ、ネコやニホントカゲでは誕生4週で3倍程度）、K戦略傾向を強く持つ種の成長速度は遅い（ヒト、ウシやムカシトカゲでは誕生1年で3倍程度）。

### 恒温・変温と硬組織における成長線の有無
また、骨や歯、角、鱗、耳石のような硬組織における年輪のような成長線の有無で恒温と変温の推定をすることもあるが、これはその個体の当該硬組織の成長速度に大きな変動があり、かつ、それが残ったことを示しているに過ぎない。つまり、成長線があったからと言って、変温動物である、もしくは無ければ恒温動物である、とはいえない（つまり化石などによる体温調節能の憶測は非常に困難）。
現生生物の例では、通常典型的な恒温動物である大型哺乳類にも成長線が形成されるものがたくさん存在する。クジラ類の歯や骨、ウシ類の角や象牙には明確に成長線があり、シカ類の骨格や歯にもしばしば認められる。また、通常、成長線のできないヒトの骨においても、季節的に飢餓状態に置かれたことによると思われる成長線（飢餓線：ハリス線、Harris' Line）が認められる例がある。野生のイノシシの牙には通常明瞭な成長線があるが、飼育下のブタでは観察されない。これも野生下では栄養状態に季節的変動があるが飼育下ではほとんどないことが原因であろうと推定されている。
季節変動のある地域で数年以上にわたって成長し、成長が季節変動する変温動物は数多くあるが、その硬組織に成長の変動が残るとも限らない。例えばセミやロブスターは何年にもわたって成長する変温動物であるが、硬組織を脱皮によって捨てるため成長線は残らない。当たり前であるが季節変動のない地域に生息している変温動物、例えば熱帯のワニ類やニシキヘビ類には基本的に成長線は認められない。